# Stora moskén i Tabriz

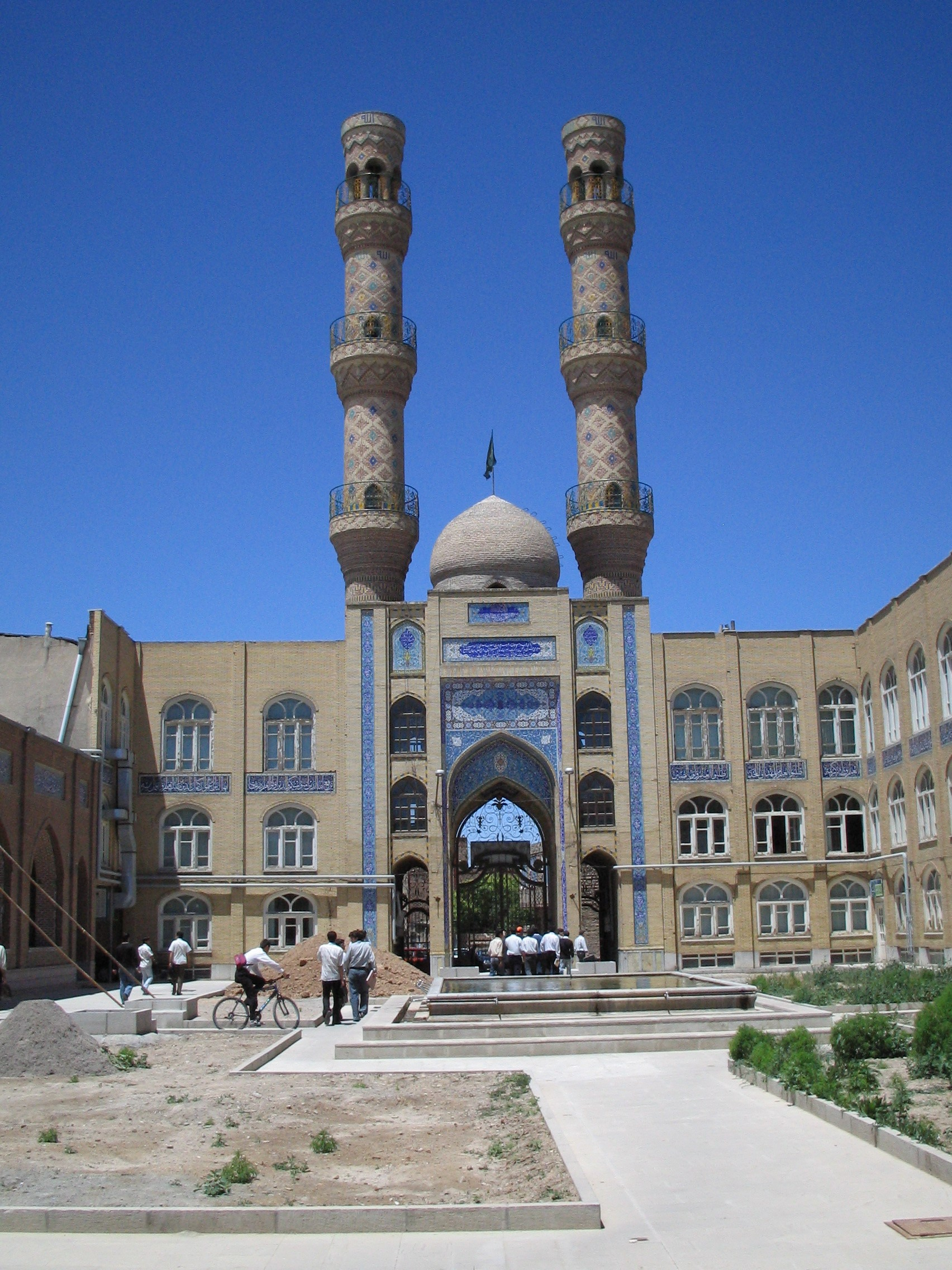
Fredagsmoskén i Tabriz

Stora moskén i Tabriz (persiska: مسجد جامع تبریز) byggdes någon gång under de första århundradena efter islams ankomst och har nämnts i boken "Marzban Nameh", som säger att den blomstrade år 1211-1225 e.Kr., under Atabeg Uzbak ibn Muhammad ibn Eldiguz tid.